# آرتسرون هوفهانيسيان
آرتسرون كارابيتي هوفهانيسيان (بالأرمنية: Արծրուն Կարապետի Հովհաննիսյան)‏ من مواليد 30 يناير 1980 في تسوجامارج السكرتير الصحفي السابق لوزارة الدفاع الأرمينية، خبير عسكري ومحلل. منذ مارس 2020، كان رئيسًا لكلية أركان القيادة في جامعة فازجن سركسيان العسكرية.

## نشاطه العسكري

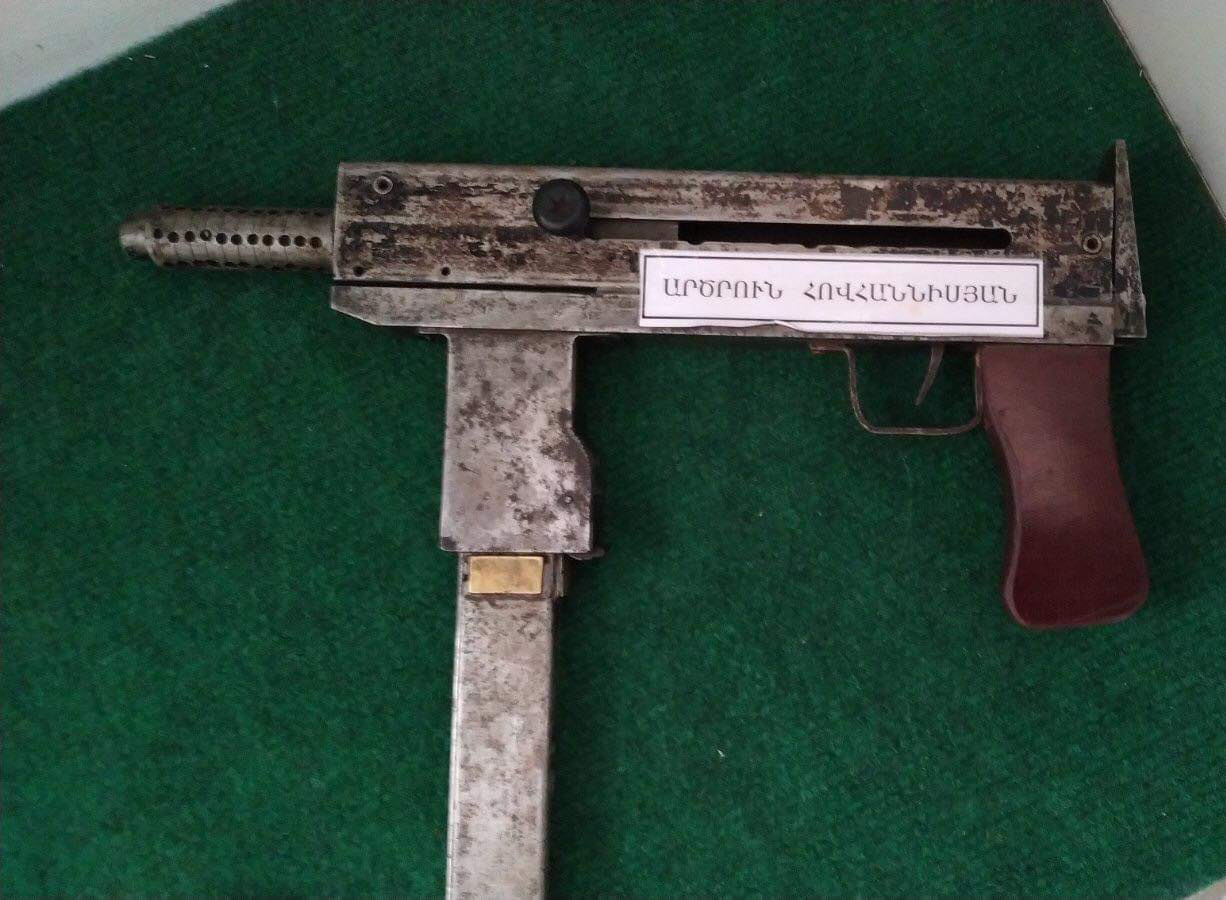
سلاح رشاش تم تطويره بواسطة آتسرون

منذ عام 1997، خدم هوفهانيسيان في القوات المسلحة الأرمينية. بعد تخرجه من الجامعة عام 2001 وترقيته إلى رتبة ملازم، تم تعيينه قائد فصيلة في إحدى القواعد العسكرية بوزارة الدفاع.
في عام 2004 تم تعيينه قائدا للحرس لكتيبة للدعم الفني للمطار. من عام 2010 إلى عام 2011، عمل كخبير عسكري في معهد البحوث السياسية التابع لأركان رئيس أرمينيا. في عام 2002، عمل في مركز العلاقات العامة لرئيس أرمينيا. في عام 2012، أصبح آرتسرون هوفهانيسيان السكرتير الصحفي لوزارة الدفاع الأرمينية. من عام 2010 إلى عام 2012 درس في المركز العلمي والتعليمي الدولي التابع للأكاديمية الوطنية للعلوم (NAS) مع تخصص في التاريخ. في عام 2013 كان أحد المتقدمين لمعهد التاريخ في NAS. في عام 2014 حصل على لقب مرشح التاريخ.
أثناء دراسته في الجامعة العسكرية، طور سلاحاً رشاشًا موجودًا حاليًا في متحف الجامعة.
استقال في 12 نوفمبر 2020 بعد نتائج حرب ناغورنو كاراباخ الثانية.
في 17 نوفمبر 2020، قدم محضرًا للشرطة بشأن اعتداء. بعدما تعرض لاعتداء من قبل شخصين في الليلة السابقة.